# Brookesia
Brookesia – rodzaj jaszczurek z rodziny kameleonowatych (Chamaeleonidae).

## Zasięg występowania
Rodzaj obejmuje gatunki występujące endemicznie na Madagaskarze (włącznie z Nosy Be).

## Charakterystyka
Gatunki z tego rodzaju charakteryzują się najmniejszymi rozmiarami spośród całej rodziny. Prowadzą naziemny tryb życia.

## Systematyka

### Etymologia
- Brookesia: Joshua Brookes (1761–1833), brytyjski anatom i przyrodnik[7].
- Leandria: Jacques Désiré Leandri (1903–1982), francuski botanik i mykolog[3]. Gatunek typowy: Leandria perarmata Angel, 1933.
- Evoluticauda: łac. evolutio „rozwinięcie”, od evolvo „rozwijać”[8]; cauda „ogon”[9]. Gatunek typowy: Brookesia tuberculata Mocquard, 1894.

### Podział systematyczny
Do rodzaju należą następujące gatunki:

- Brookesia antakarana Raxworthy & Nussbaum, 1995
- Brookesia bekolosy Raxworthy & Nussbaum, 1995
- Brookesia betschi Brygoo, Blanc & Domergue, 1974
- Brookesia bonsi Ramanantsoa, 1980
- Brookesia brunoi Crottini, Miralles, Glaw, Harris, Lima & Vences, 2012
- Brookesia brygooi Raxworthy & Nussbaum, 1995
- Brookesia confidens Glaw, Köhler, Townsend & Vences, 2012
- Brookesia decaryi Angel, 1939
- Brookesia dentata Mocquard, 1900
- Brookesia desperata Glaw, Köhler, Townsend & Vences, 2012
- Brookesia ebenaui (Boettger, 1880)
- Brookesia exarmata Schimmenti & Jesu, 1996
- Brookesia griveaudi Brygoo, Blanc & Domergue, 1974
- Brookesia karchei Brygoo, Blanc & Domergue, 1970
- Brookesia lambertoni Brygoo, Blanc & Domergue, 1970
- Brookesia lineata Raxworthy & Nussbaum, 1995
- Brookesia micra Glaw, Köhler, Townsend & Vences, 2012
- Brookesia minima Boettger, 1893 – kameleon karłowaty[10]
- Brookesia nana Glaw, Köhler, Hawlitschek, Ratsoavina, Rakotoarison, Scherz & Vences, 2021
- Brookesia nofy Rakotoarison, Hasiniaina, Glaw & Vences, 2024
- Brookesia perarmata (Angel, 1933)
- Brookesia peyrierasi Brygoo & Domergue, 1974
- Brookesia ramanantsoai Brygoo & Domergue, 1975
- Brookesia stumpffi Boettger, 1894
- Brookesia superciliaris (Kuhl, 1820) – liścioleon rogaty[11]
- Brookesia tedi Scherz, Köhler, Rakotoarison, Glaw & Vences, 2019
- Brookesia therezieni Brygoo & Domergue, 1970
- Brookesia thieli Brygoo & Domergue, 1969
- Brookesia tristis Glaw, Köhler, Townsend & Vences, 2012
- Brookesia tuberculata Mocquard, 1894
- Brookesia vadoni Brygoo & Domergue, 1968
- Brookesia valerieae Raxworthy, 1991

## Ochrona
Wszystkie gatunki z tego rodzaju zostały objęte konwencją waszyngtońską  CITES (załącznik II, a Brookesia perarmata - załącznik I).